# 砕氷船
砕氷船（さいひょうせん、Icebreaker）は、水面の氷を割りながら進む船のこと。北極海や南極海、凍結河川など氷で覆われた水域を航行するために、構造の強化や砕氷設備など特別に設計・建造されている。砕氷船の多くは軍用、あるいは探査用であるが、一般の商船や観光用のものもある。軍事組織が保有したり、軍艦に準ずる任務を担ったりしている砕氷船は、砕氷艦（さいひょうかん）とも呼ばれる。

## 概要
砕氷船の特徴としては頑丈な船体と氷に乗り上げて割るのに適した船首や幅広な中央船体、氷の圧力を下方へ逃がすための船底の特殊な形状、そして強力なエンジンを持つのが一般的である。

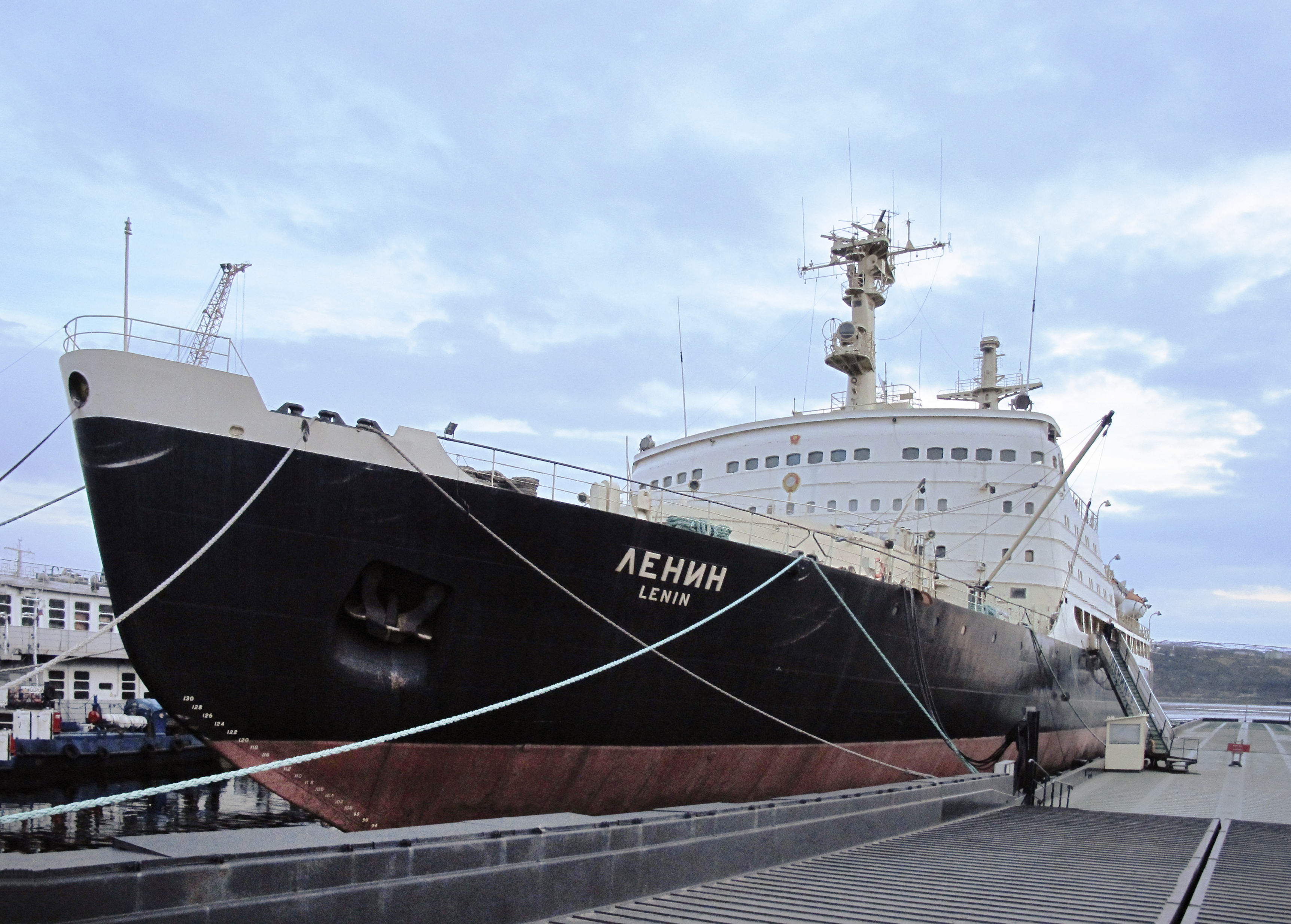
世界初の原子力砕氷船「レーニン」

大型船では船内で発電した電力を使って推進用の電動機を駆動する電気推進システムを採用する船も多く、これは内燃機関や蒸気タービンの回転力をそのまま推進器に与えるよりも、電動機の方が低回転時の発生トルクが大きいため、氷をゆっくりと割って低速で進む砕氷船に適しているためである。また、割った氷と船体表面の摩擦を軽減するため、船底に特殊な塗料を使ったり、海水を放水したりすることがある。
極地探査用の船では特に砕氷能力が強化されており、船体を前後左右（ピッチング・ローリング）に傾け氷に乗り上げ重量で割る機能も持つ。船体を傾ける方法としては、燃料タンクを前後左右に分散しその間の燃料の移動で行うというものが多い。
今日、優秀な砕氷船を多数保有しているのは、北極海やオホーツク海など氷海に面した多くの港を持つロシア連邦である。原子力砕氷船も複数保有している。

## 分類

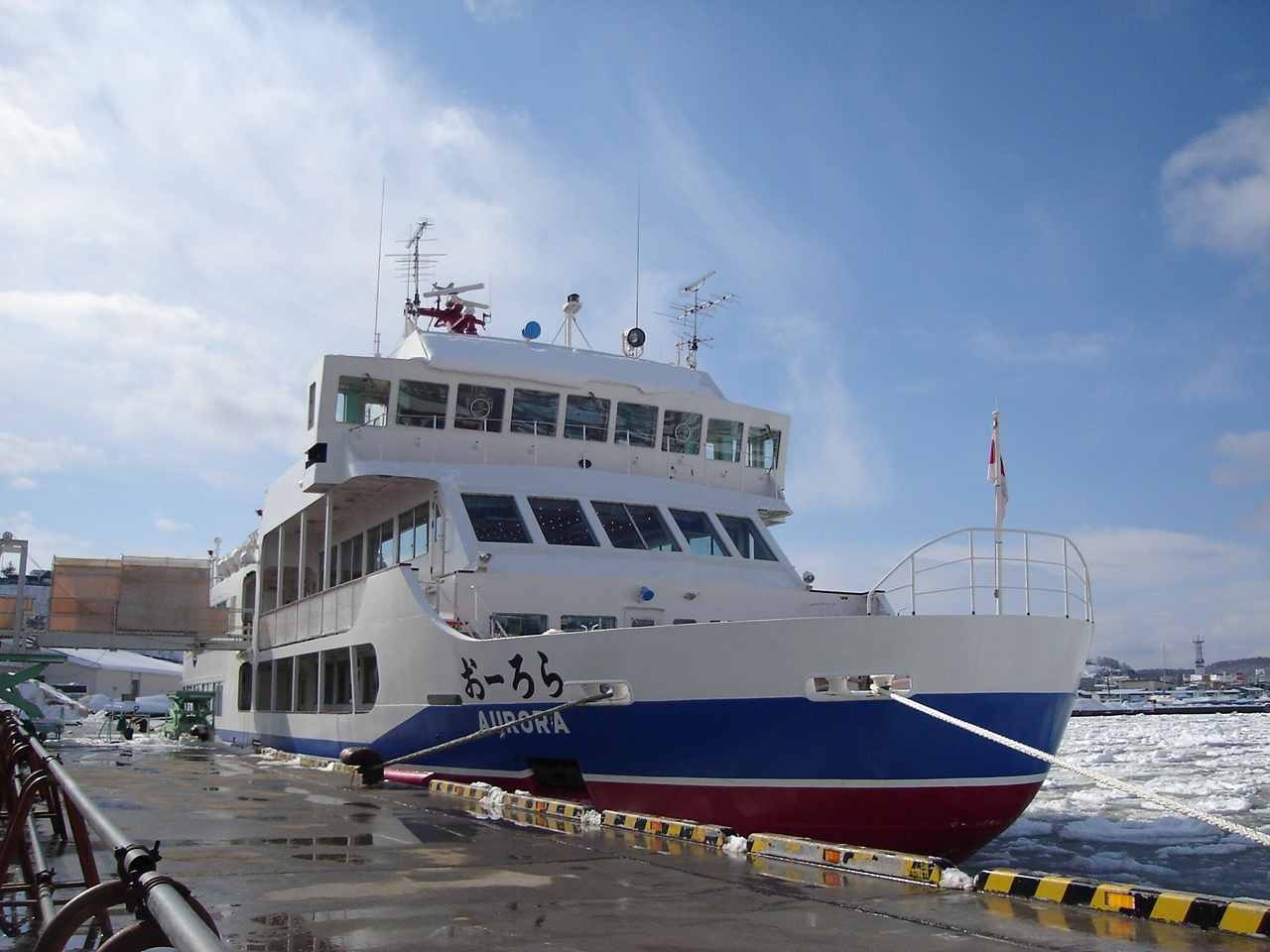
日本の観光砕氷船「おーろら」（2007年2月）

北極圏に海を持つ国の貨物船の多くが多少の砕氷能力を備えている。これらは砕氷専用の船と共に行動し船団を構成して氷海航行の効率化を図る。
- 純砕氷船（特に砕氷に特化した船）
  - 単独航行用砕氷船
    - 科学調査船（ロシア語版）
    - 軍事用砕氷船（砕氷艦）

  - 船団護衛用砕氷船
- 商用砕氷船
  - 砕氷タンカー
  - 港湾砕氷船
  - 観光砕氷船

## 工学
砕氷船は北極海や南極海、凍結河川などの高緯度地域での氷水面で活動するために、船体や推進器に特別な設計が取り入れられている。
砕氷船は「ラミング」（Ramming、ラムで突いて押し込む）と呼ばれる前進方法を採ることがある。スクリュープロペラが生み出す前進推力が砕氷によって阻まれ船体が停止した場合に、一度後進をかけて後ろへ下がり、改めて全力前進によって氷を砕き、これを何度も繰り返して航路を開く方法である。「チャージング」(Charging) とも呼ばれる。
初期には外輪によって氷を砕きながら進む砕氷船や、米国や欧州の砕氷船のように船尾だけでなく船首にもスクリュープロペラを備えて氷を砕くことに利用する船もあった。21世紀の現在では船尾にのみスクリュープロペラを備える砕氷船だけである。
スクリュープロペラに氷塊が接触してプロペラ先端が氷をらせん状に刻んでゆく「ミリング」（Milling）と呼ばれる状態になると、氷を削る「アイストルク」分だけエンジンや電動機による回転力が減殺されて回転数が低下し、アイストルクがプロペラ駆動力を上回れば回転が停止して推進力が奪われる。このため、ミリングに抗して回転を持続するためのアイストルクを上回る強力な動力機関が必要となる。
また、ラミング時には前進後進の繰り返しによる氷の乱れから、通常の前進時にはプロペラまで到達しない氷塊がプロペラに衝突することがあり、この時の衝撃に対応するためにプロペラを特に強固に造ったり、万一損傷を受けても推進力を全て失わないように複数の推進器を備えたり、乱流を減らすためにプロペラの回転を止めずに済む可変ピッチプロペラとする、プロペラをダクトで覆う（ノズル・プロペラ）などの工夫がなされている。プロペラも修理が少しでも簡単に済むようにプロペラ翼単位で交換出来るように工夫されているものもある。また、この時生じるトルク（Ice impact torque）がプロペラ翼、ボス、推進軸、推進機関へ与える繰返し疲労についても考慮される必要がある。
船首部は過去にはV字型のものが多かったが、V字型船首は進路前方の氷板の一部を割り開くことには優れていても、割られた氷の大きな塊はそのまま船体への抵抗を生み出すためにそれらを排除しながら進むための余分の推進力を必要とする。21世紀の近年ではV字型を改良した「スプーン型船首」や「バース・バウ」（Waas bow）を備える船が登場している。両船首共に船体が氷に乗り上げた力で、氷塊を小さく砕くことで船体との摩擦抵抗を減少させる。スプーン型船首では「リーマー」（Reamer）と呼ばれる船体幅以上に船首幅を広げた部分を備え、船首部を大きな矢じり形にしたものが多く、また、ドイツのヴァース博士の考案したバース・バウでは船首船底部をキールに沿って左右に強い斜面とすることで氷塊そのものを左右に排除する機能を備えたものである。
ハル・ウォッシュ・システム（Hull wash system）は、海水を取り込んでポンプで船首部の氷板上に噴射して船首と氷板との摩擦を減らす装置である。これはスウェーデンの砕氷支援船「Oden」に採用されており、日本の2代目砕氷船「しらせ」にも搭載された。
考案中のアイデアとしては、セミサブ型として、船首をバルバス・バウのように下方に大きく突き出させて、氷塊を下から上に割ってゆくものや、氷海での貨物船向けの船首設計として、船首上部と下部に共に突出部を作る事で貨物満載時と空荷の時の両方で砕氷能力を持たせるものがある。大量の気泡を船底部から放出して船体前面に渡って氷との接触を減らすというアイデアも考案されている。

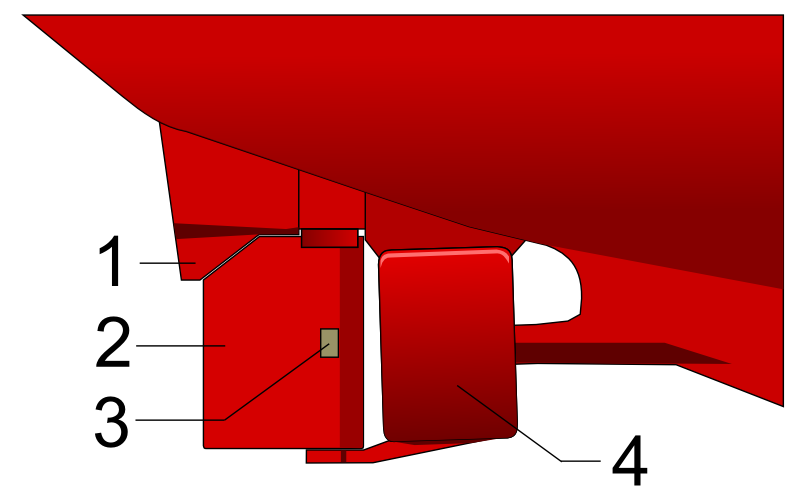
2代目「しらせ」の船尾船底部
1.アイスホーン 2.舵 3.アノード 4.ダクテッド・プロペラ

360度推力を自由に変更出来るポッド型推進器の採用によって氷海啓開作業を迅速に行なう船団護衛用砕氷船がある。通常の内燃機関からの回転推進軸を傘歯車によってスクリュープロペラまで伝達するものと、ポッド内部に電動機が内蔵されたものがある。ポッドを採用しない場合でも、電動機によって正転逆転を含めて回転力が自由になるため、主機関での回転力を一度、発電機によって電力に変換して、電動機を駆動する船が砕氷船に限らず多数登場している。
日本の砕氷船2代目「しらせ」では船尾の舵取付部に「アイスホーン」（Ice horn）と呼ばれる角状の装備が付いている。

## 歴史

### 最初の砕氷船
通常の船は水面が厚く凍結すると航行できなくなる。北方の港では厳冬期に出入港の障害になることがあるほか（不凍港を除く）、北極海探検では海氷により前進を諦めたり、身動きがとれなくなって遭難したりする例もあった（フランクリン遠征など）。
1837年に建造されたアメリカのCity Ice Boat No. 1が世界初の砕氷船とされることがある。
1864年にロシア帝国のフィンランド湾内のクロンシュタット港で建造された水先案内兼曳航船のПайлотが砕氷型の船首を備えており、蒸気機関で航行する世界初の砕氷船である。その後、実際に使用できる砕氷船として建造された船は、1871年、ドイツのハンブルクで造られたEisfuchs（Eisfuchs 、船長40.5m、592PS）である。

### 北極圏
氷海を航行する船舶は、初期の極地探検の頃から考えられるようになった。初期の極地探検においては、耐氷船が用いられた。これは木造船舶において、水線部などを金属で覆い、強化するものであった。このような船殻の強化により、氷との衝突や結氷による船の圧壊を防ぐことが試みられた。
また、北極圏の氷海を船で渡ることが出来れば欧州と北米や欧州と極東アジアの間での交易による経済的な利益が見込めるため、古くから検討されていた。実際に欧州からシベリア北部経由でベーリング海までの北東航路を船で通過できたのは「ヴェガ号」（Vega）で、1878年-1879年の2年間かけてスウェーデンのアドルフ・エリク・ノルデンショルドが達成した。欧州からカナダ北部を経由して極東アジアに抜ける北西航路を最初に船で通過したのは、1903年-1906年にノルウェーのロアール・アムンセンが「ヨーア」（Gjoa）号で達成した。

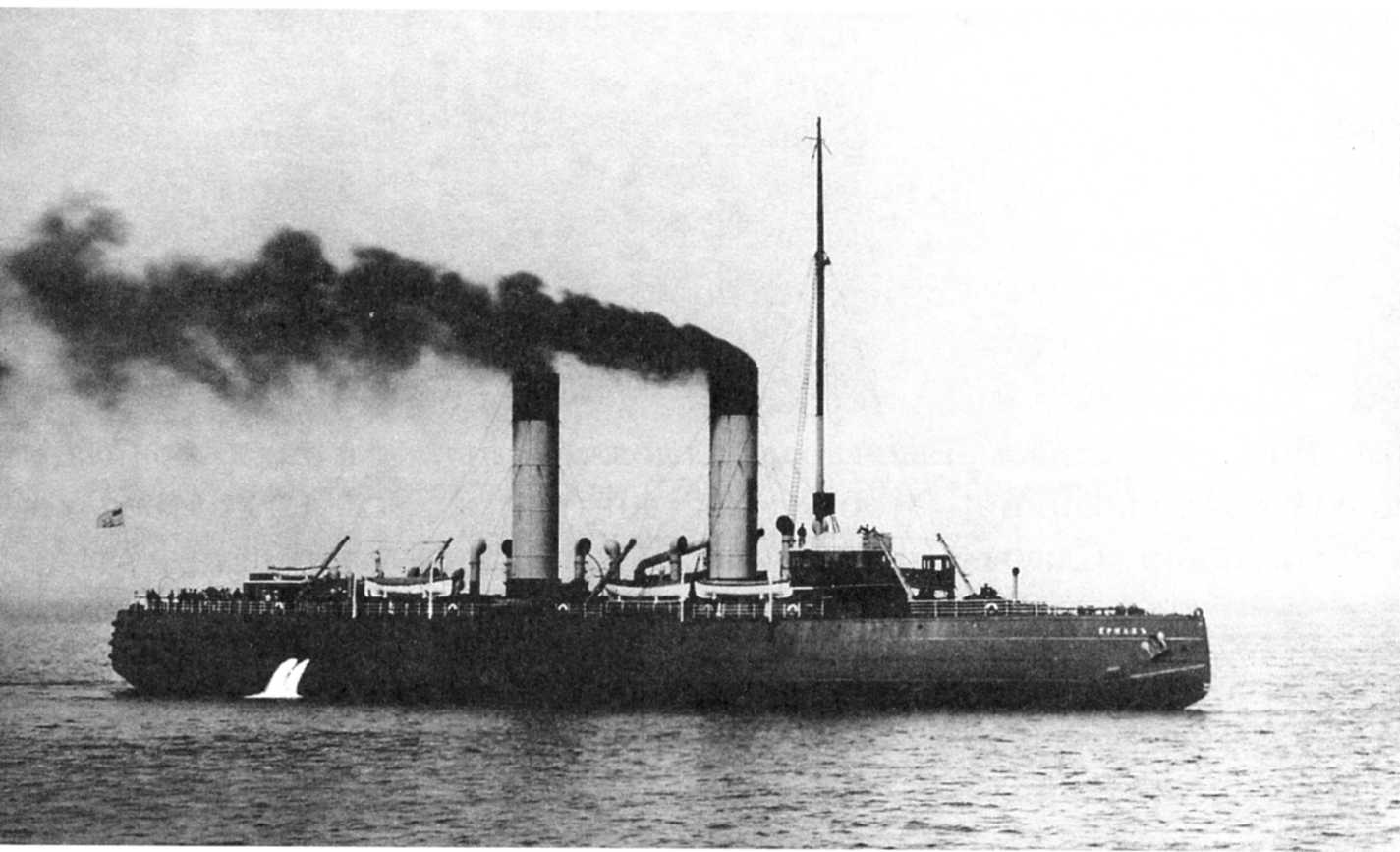
ロシア帝国の砕氷船「イェルマーク」

北極海の航路開発はロシアが熱心で、1899年にロシア帝国海軍のステパン・マカロフ提督は初の近代的砕氷艦「イェルマーク」（Ермак、船長98m、12,000PS）を北極海の探検航海に就航させた。その後、ロシア帝国海軍は続々と砕氷船を配備した。第一次世界大戦中には、冬の艦隊活動を助けるために数多くの砕氷船がロシア帝国海軍によって運用されていた。冬季の活動において、海面状態によって艦隊はしばしば砕氷船の同伴を必要とした。
ソビエト連邦が誕生すると、北極海航路の開発は優先度が高まり、1930年代には商業航路が供用されている。第二次世界大戦後には、この航路に多数の原子力砕氷船が投入された。1977年にはソビエト連邦の原子力砕氷船「アルクティカ」が水上船として初めて北極海横断と北極点通過を成し遂げた。

## 各国の砕氷船
極域及びバルト海で運航可能な国別砕氷船保有数（2017年5月時点　1万英馬力以上）
ロシア：46隻（建造中11隻）
フィンランド：10隻
カナダ：7隻（建造中2隻）
スウェーデン：7隻
アメリカ合衆国：5隻
デンマーク：4隻
中華人民共和国：3隻（建造中1隻）
エストニア：2隻
ノルウェー：1隻（建造中1隻）
ドイツ：1隻
チリ：1隻
オーストラリア：1隻
ラトビア：1隻
日本：1隻
大韓民国：1隻
南アフリカ共和国：1隻
アルゼンチン：1隻
イギリス：（建造中1隻）

### ロシアとソ連の砕氷船

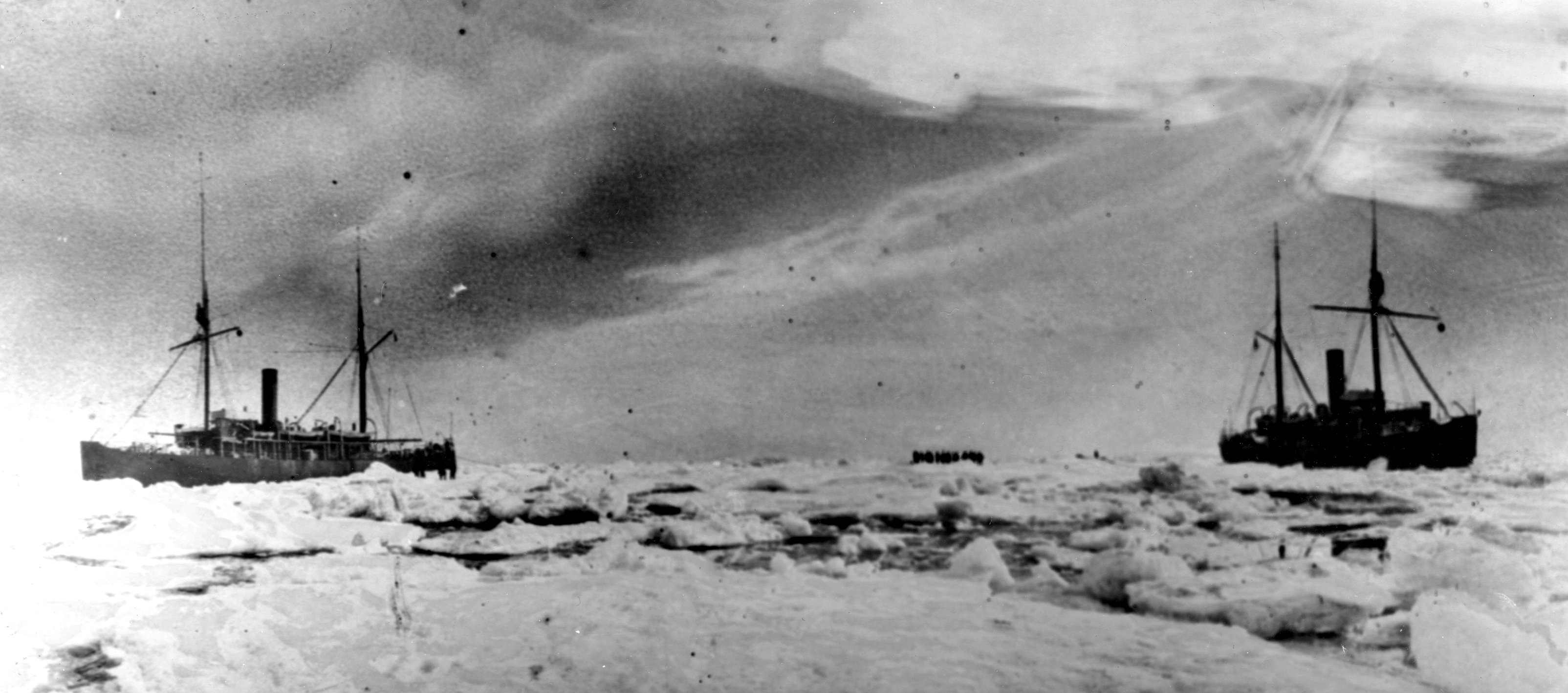
サンクトペテルブルクで建造された「タイムィール」と「ヴァイガーチ」

ロシアは「イェルマーク」をはじめ、1900年頃から外航用の大型砕氷船を多数配備し、主に北極海航路へと就役させた。「イェルマーク」は船首にプロペラ1つ、船尾に3つを備えていた。また、航路を開くための航洋型砕氷船のほかに、港湾内で使用する港湾砕氷船も各主要港ごとに多数整備された。その配備先には、比較的温暖な黒海も含まれる。ロシア帝国国内で建造した砕氷船もあったが、多くはイギリスほか諸外国に発注したものであった。
ロシア帝国海軍では専用の砕氷船以外の軍艦についても、特にバルト艦隊へ配備された艦については、自力である程度の砕氷ができるよう、砕氷船に準じた船体構造を持たされていた。ロシア帝国海軍でバルト艦隊と黒海艦隊へ同型艦を配備する場合、両者の間で様々な設計変更が行われることが多かったが、これは純粋に技術進歩や建造工場の事情によるもの以外に、前者には砕氷能力があり後者にはないということに起因する要素も含まれた。
1932年には、ソビエト連邦はアルハンゲリスクからウラジオストクまでの北極海経由の商業水路を開発した。それまでのヨーロッパロシアと極東を結ぶ海路の要衝（チョークポイント）は、喜望峰回りやスエズ運河回りはイギリスに、パナマ運河経由はアメリカ合衆国に押さえられており、海氷に閉ざされているもののソ連本土の沖合を主に通る北極海航路の開発は急務であった。

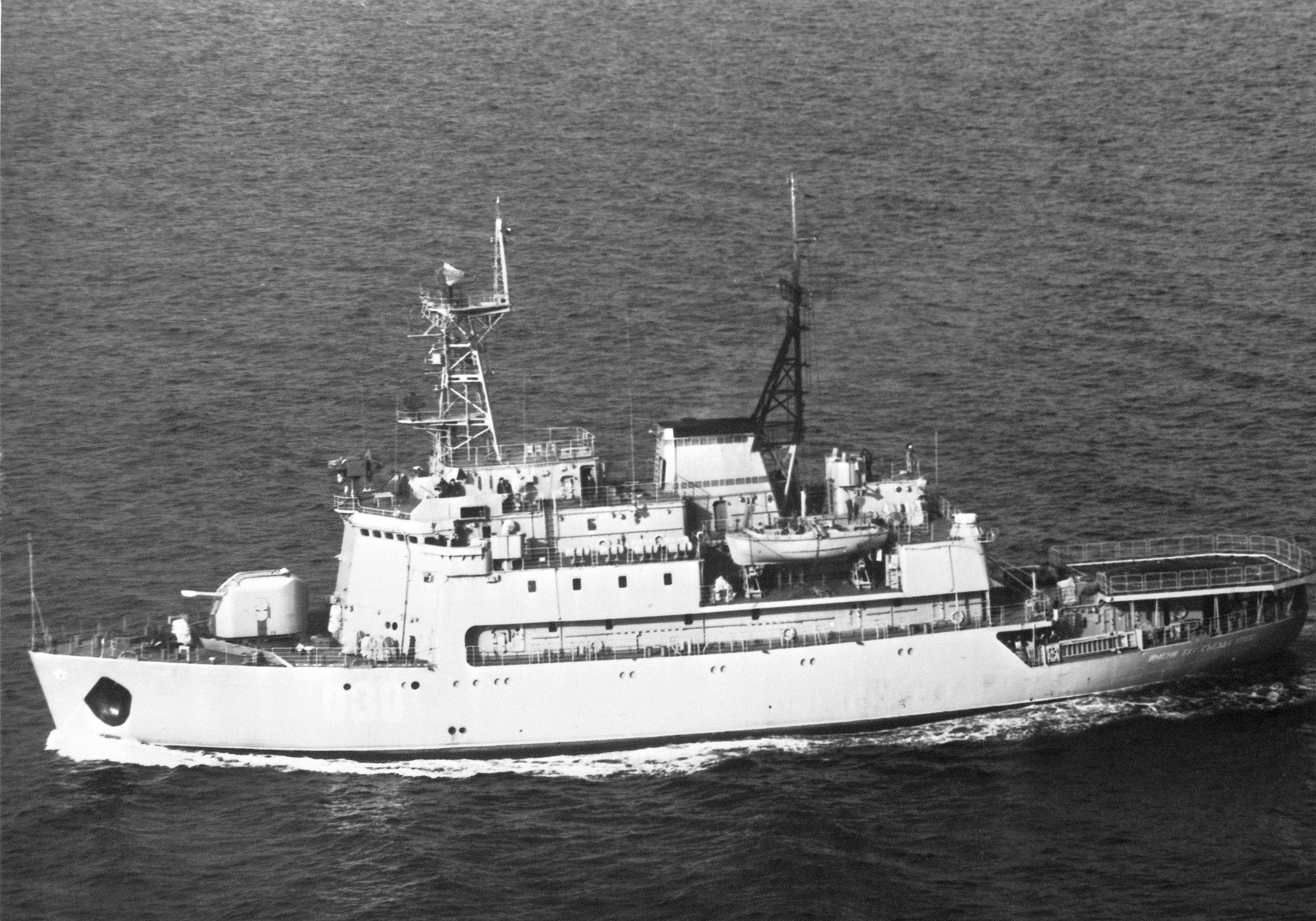
97 設計砕氷船の軍事型、 97-P 設計国境警備艦は 8 隻が建造された。その 1 隻、ソビエト連邦の国境警備艦「第25回ソビエト連邦共産党大会記念」

1937年-1940年は軍事活動として砕氷船の建造が行なわれ、「ヨシフ・スターリン」級（船長100m、10,400PS）4隻が造られた。第二次世界大戦中のアメリカによるレンドリース法によっても、3 隻の砕氷船を取得している。
第二次世界大戦後には大量の砕氷船が建造された。その目的は、調査用、ばら積み貨物用、タンカー、材木輸送用、軍事・国境警備用まで多岐にわたる。一部の砕氷船（原子力を含む）はフィンランドで建造されている。
特に、白海や北太平洋方面を中心に配備されている大型の国境警備艦は、そのほとんどが砕氷艦である。冬季には厚い氷に閉ざされる海域で季節を問わず活動しなければならない国境警備艦は、必然的に大型化した。たとえある程度の砕氷能力があっても、小型ではその能力に限りがあり、冬季の活動が困難になるためである。代表的な砕氷艦型国境警備艦である 97-P 設計では、満載排水量で 3525 t に達した。この艦は、海軍向けの同規模の軍艦に準じたレーダー装備を持ち、76 mm および 30 mm 口径の艦砲と自衛用の艦対空ミサイル複合を搭載している。

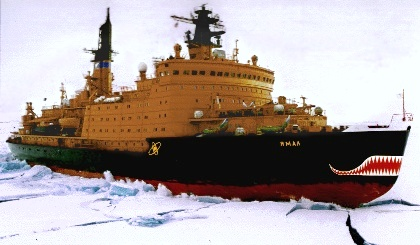
10520 設計（アルクティカ級）原子力砕氷船「ヤマール」

1959年には44,000PSの原子力砕氷船「レーニン」が竣工した。これは、世界初の原子力砕氷船で、原子力潜水艦を除けばソ連初の原子力船であった。1975年から運用開始した初代アルクティカ級砕氷船（10520型、75,000PS、約23,000t）は量産型の原子力砕氷船で、 6 隻が建造され、北極海航路へ就航した。そのうち、2020年現在 2 隻が稼動状態にある。これを更新する二代目アルクティカ級原子力砕氷船（22220型）も3 隻が建造中であり、2019年以降に就役予定となっている。また、7万トン級のリデル級原子力砕氷船も構想されている。
また、これらの航路啓開のための砕氷船とは別に、ソ連・ロシアでは砕氷船首を有する貨物船が多数運航されている。その中でも最大の船として、原子力砕氷船であるセブモルプーチ（10081型、39,436PS）が挙げられる。これらの原子力砕氷船とディーゼル・電気動力型砕氷船が、北極海航路をはじめとするロシア沿岸の航路を支えている。

### 日本の砕氷船

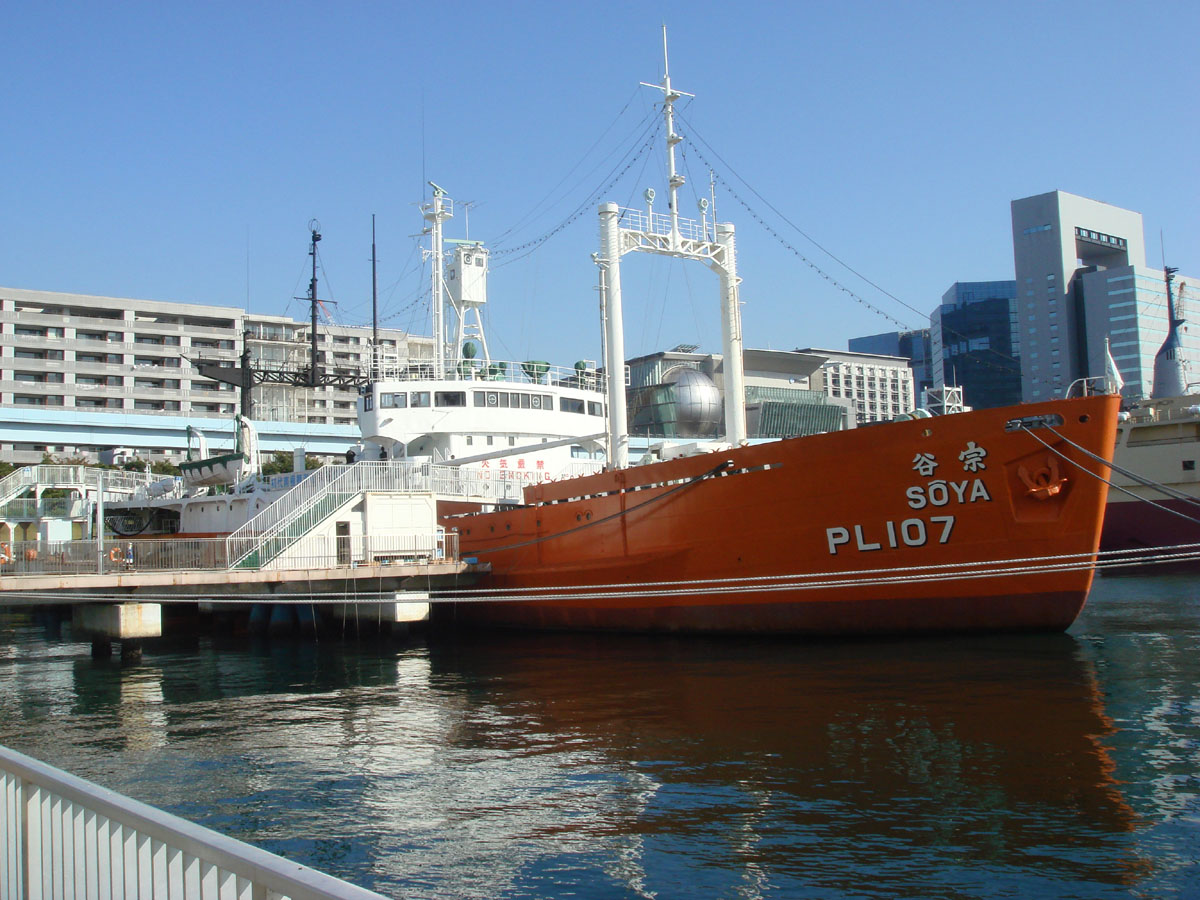
砕氷船「宗谷」（船の科学館展示）

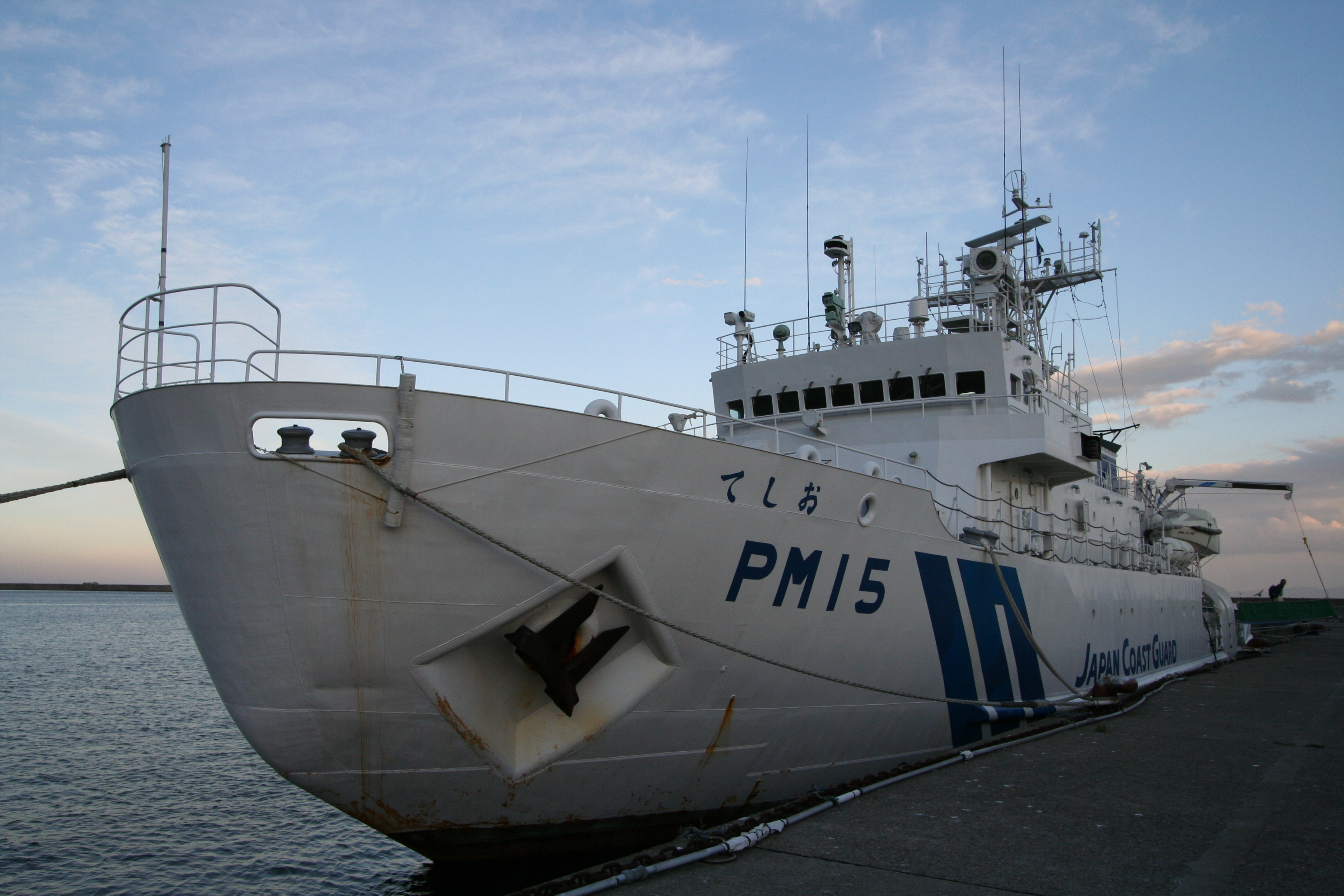
PM15 「てしお」

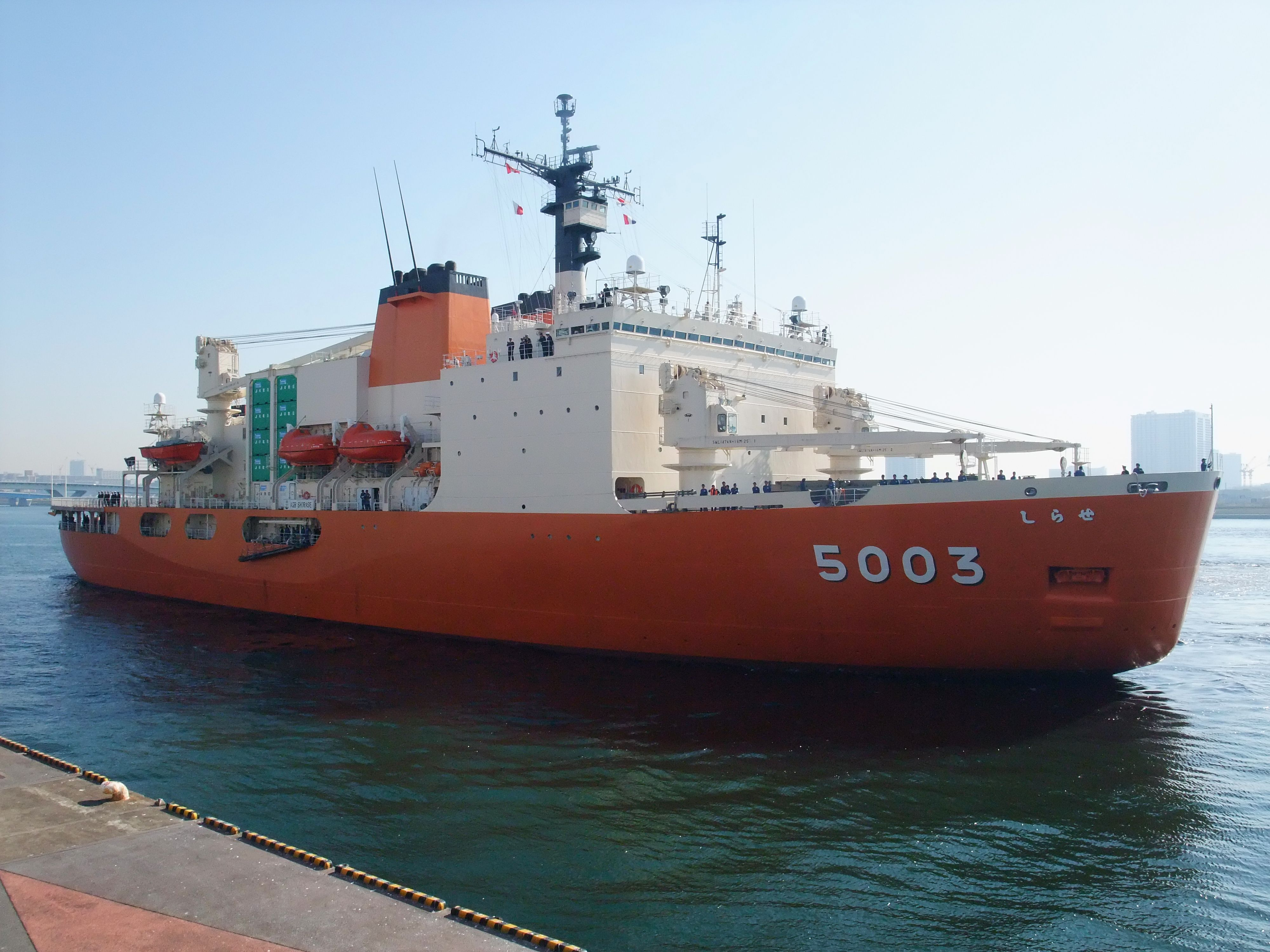
2代砕氷艦「しらせ」

千島列島や南樺太を領有していた大日本帝国時代から、日本は砕氷船を配備していた。
日本には海上保安庁に2隻、海上自衛隊に1隻、民間会社の流氷観光船に計3隻配備されている。海上保安庁に配備されている砕氷船は、春先のオホーツク海の流氷により閉ざされた氷海域の航路啓開と、平時の警備救難活動を任務としており、航路啓開のエースとして活躍する「PLH そうや」と、「そうや」が入れない浅い海域と港湾内の航路啓開を任務とする「PM てしお」の計2隻である。海上自衛隊に配備されている砕氷船は、南極観測隊の輸送に使われる砕氷艦「しらせ」である。
PL107 「宗谷」は1978年までの現役時は海保最大の船であり、また1956年から1962年まで初代南極観測船を務めた、世界初の砕氷ヘリコプター母船である。初代「しらせ」はましゅう型補給艦が竣工するまでは海自最大の自衛艦であった。
大日本帝国海軍の砕氷船
大泊：1949年解体
特務艦 宗谷：戦後、海上保安庁に移籍
鉄道省（稚泊連絡船）の砕氷船
亜庭丸：1945年、米軍の攻撃を受けて沈没
宗谷丸：1965年解体
樺太航路の砕氷船（民間船）
高島丸：日本郵船の砕氷船。1944年に米軍の攻撃を受けて沈没。
白陽丸：大阪商船の砕氷船。1944年に米軍の攻撃を受けて沈没。
海上保安庁の砕氷船
 PL107 「宗谷」（旧大日本帝国海軍特務艦、灯台補給船を経て巡視船に。船の科学館にて保存展示）
PLH01「そうや」（第一管区釧路海上保安部）
砕氷能力: 連続砕氷1.0m/3ノット
建造：1978年
総トン数：3,139t
全長：98.6m
全幅：15.6m
出力：15,600馬力
速力：21ノット
航続距離：5,700海里
武器：40mm単装機関砲×1、20mm単装機関砲×1
搭載ヘリ：ベル 212×1
最大乗員：69名
PM15「てしお」（第一管区羅臼海上保安署）
砕氷能力：連続砕氷0.5m/3ノット、最大0.75m
建造：1995年
総トン数：563t
全長：54.8m
全幅：10.2m
出力：3,600馬力
速力：14.5ノット
武器：20mm機関砲×1
最大乗員：35名
海上自衛隊の砕氷船
砕氷艦「ふじ」（連続砕氷1.0m/3ノット、退役。名古屋港ガーデンふ頭にて係留。南極観測に関する博物館として一般公開）
砕氷艦「しらせ」（連続砕氷1.5m/3ノット、現在、WNI気象文化創造センターが所有する気象観測船SHIRASE）
砕氷艦「しらせ」（2代）（連続砕氷1.5m/3ノット）
観光砕氷船
北海道には、流氷観光用の砕氷船がある。
網走流氷観光砕氷船（網走市）道東観光開発「おーろら」
網走流氷観光砕氷船（網走市）道東観光開発「おーろら2」（2022年3月21日引退）
紋別流氷観光砕氷船（紋別市）「ガリンコ号II」「ガリンコ号III IMERU」

### アメリカ合衆国の砕氷船
歴史的に、主な砕氷船はアメリカ沿岸警備隊で運用されている。現在、極地観測用、航路啓開用の砕氷船を沿岸警備隊が、極地観測用の砕氷船をアメリカ国立科学財団が運用している。

#### アメリカ沿岸警備隊
- ポーラー級砕氷船（2隻）：遠洋での砕氷、両極地での学術観測支援用。3ノットで約1.8mの連続砕氷能力を持つ。排水量13,200トン、全長122m
- ヒーリー（単艦）：遠洋での砕氷、北極圏での学術観測支援用。ポーラー級の準同型艦。3ノットで約1.4mの連続砕氷能力を持つ。排水量16,000トン、全長130m
- マッキノー（単艦）：五大湖の砕氷、航路啓開用。3ノットで約0.81mの連続砕氷能力を持つ。排水量3,500トン、全長73m
- ベイ級砕氷船（9隻）：アメリカ北西岸、五大湖の近海・港内啓開用。0.51mの連続砕氷能力を持つ。排水量662トン、全長42.7m

#### アメリカ国立科学財団
- ローレンス・M・グールド
- ナサニエル・B・パルマー

## 砕氷能力の限界と氷山
どれくらいの厚さの氷を割って進めるかという砕氷能力は、砕氷船によって大きく異なる。米国の「ポーラスター」は通常の前進時は厚さ1.8m、ラミングでは厚さ6mの海氷を砕くことができる。当然ながら、砕氷能力の限界を超える厚さの海氷が形成されているか、そのおそれがある海域は、砕氷船といえども航行できない。このため氷海で立ち往生した一般船舶だけでなく、砕氷船が他の砕氷船に救助されることもある。たとえば日本の「宗谷」は1957年、南氷洋でソ連の「オビ号」に救出された。
氷山は、国際海氷パトロール (IIP) や世界気象機関 (WMO) などの組織が大きさやタイプで分類を行っており、WMOでは以下のように分類している。
Growler:グランドピアノの大きさに相当
Bergy bit:小屋の大きさに相当
Iceberg:商船の大きさに相当
たとえ砕氷船であったとしても、基本的にはIcebergやBergy bitは避けることが望ましいとされている。